# Alvise Pisani
Pour les articles homonymes, voir Pisani.
Alvise Pisani (Venise, 1er janvier 1664 – Venise, 17 juin 1741) est le 114e doge de Venise élu en 1735.

## Biographie
Alvise Pisani est le fils de Gianfrancesco et de Paolina Contarini. C'est un homme très riche et jugé avare[Par qui ?] malgré les dépenses considérables qu'il engage sur ses propres fonds pendant son dogat, il cherche à imiter le style de vie des rois sans jamais l'atteindre, il est appelé le « pauvre prince ».
Ambassadeur en France, en Autriche et en Espagne, il est plusieurs fois sage et conseiller dogal. Il supervise les opérations diplomatiques conjointes à la défense militaire de l'île de Corfou
Il est candidat au poste suprême en 1722 et en 1732. En 1735, il est l'unique candidat mais dépense beaucoup d'argent pour corrompre les 41 électeurs afin d'être élu à l'unanimité.
Il est marié à Elena Badoer.

### Le dogat
Élu le 17 janvier 1735, il va immédiatement habiter le palais des Doges emmenant avec lui toute sa famille. Les fêtes pour son élection sont fastueuses et de nombreux sonnets sont composés en son honneur. L'unique événement important au cours de cette période est, selon certains chroniqueurs[Lesquels ?], le carnaval ; par ailleurs la liberté d'expression se développe, comparativement aux pratiques de l'époque.
À partir de 1736, grâce à l'introduction d'un nouveau type de navires dit navires  « atte », avec un équipage réduit et de nombreux canons, l'économie s'améliore après les crises de 1733 et 1734.
En mai 1741, on lui octroie quelques mois de repos dans une villa de la terre ferme et alors qu'il monte sur la gondole, il se sent mal et doit être  porté au palais. Il meurt le 17 juin 1741. L'église Saint-André du Lido où il est inhumé n'existe plus de nos jours, démolie au cours du XIXe siècle.

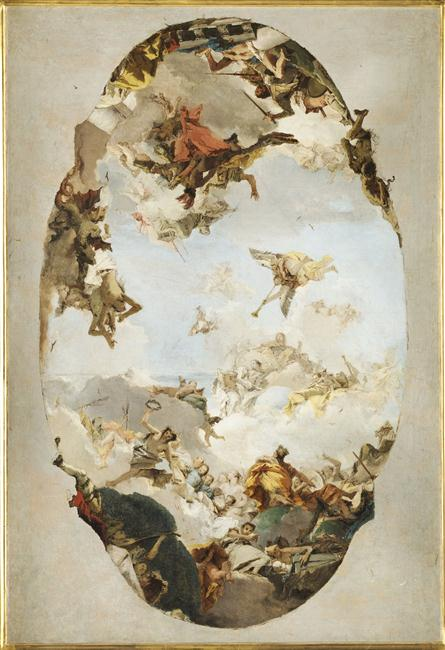
Apothéose de la maison Pisani, 1760
Musée des beaux-arts d'Angers

Giambattista Tiepolo pour le plafond de la Villa Pisani à Stra, a imaginé une allégorie de sa famille. Un modèle de cette fresque, Apothéose de la maison Pisani, est conservé au Musée des beaux-arts d'Angers.